# Kalsonger

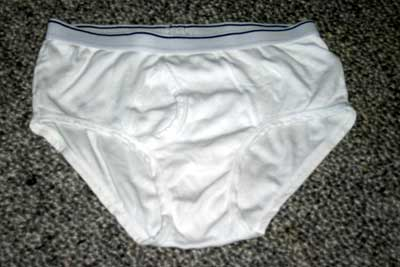
Kalsonger

Kalsonger, i slang även kallingar, är korta eller långa underbyxor för män, med eller utan gylf, eller långa underbyxor för kvinnor. Korta kalsonger utan gylf kan även kallas trosor eller herrtrosor.

## Historia

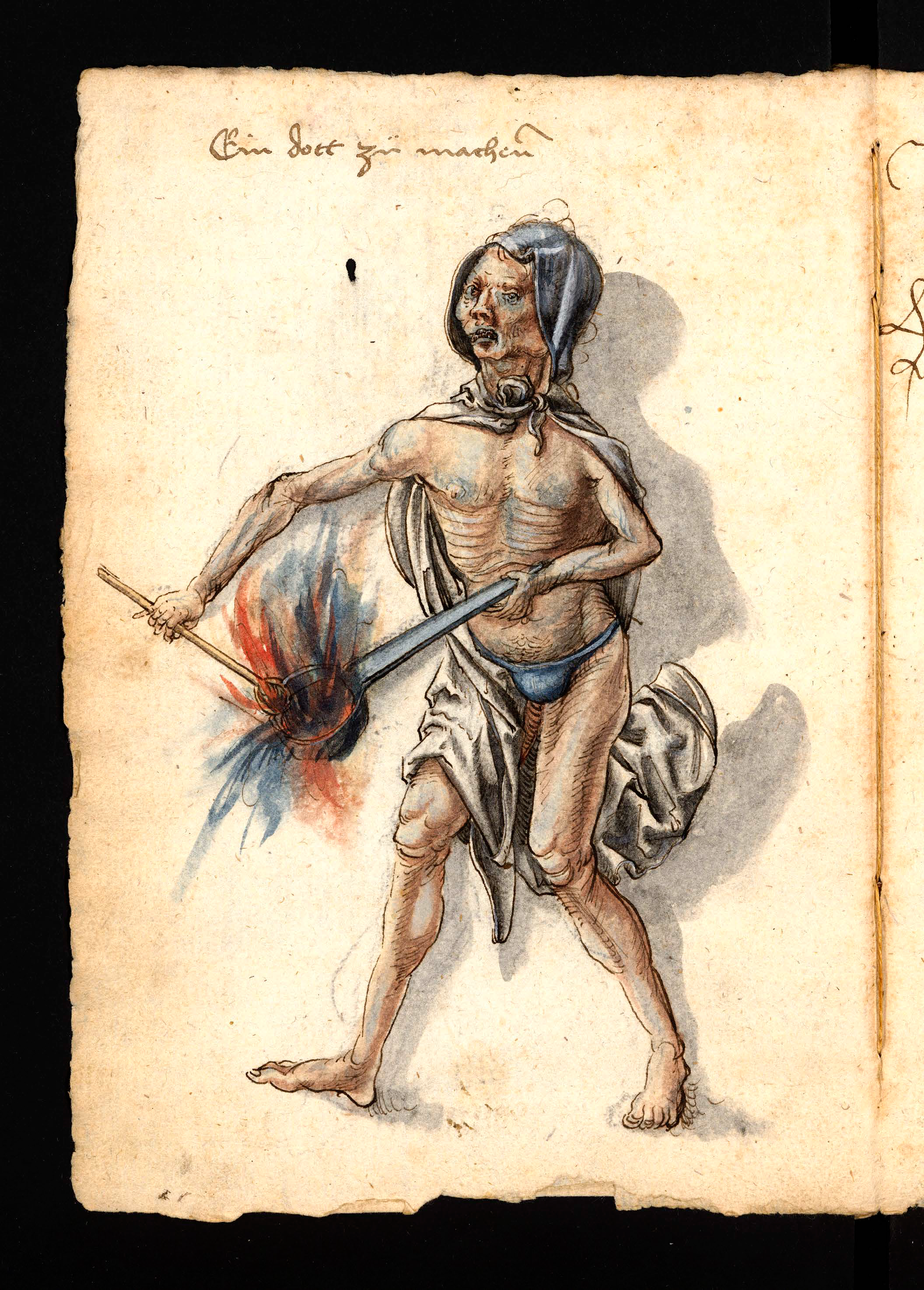
Man i kalsonger, Löffelholz Codex, Nürnberg 1505

Förr var kalsonger oftast sydda av vävt tyg, men är numera vanligen tillverkade av trikå och med sydd gylf. Ordet kalsong började användas i Sverige under 1700-talet, då det även avsåg den kvinnliga motsvarigheten, och ännu i början av 1900-talet talades det om "damkalsonger" i modevärlden.
Kalsonger började bäras under renässansen av demimonder och introducerades i de högre kretsarna av Maria av Medici, men var länge okända för vanligt folk. Kvinnodräktens många underkjolar gjorde dem mindre angelägna och herrar klarade sig länge med skjortans väl tilltagna nederdel.

### Etymologi
I botten på ordet finns latinets calx, i böjd form calcis, med betydelsen häl, även – som delen för det hela – fot. Därifrån utgår flera ord för fot- och benbeklädnad. I det klassiska latinet var calceus ordet för sko, även för halvstövel, som täckte hela foten. Från det folkliga latinets variant calcia utgår italienska calzatura (skodon) och calzolaio (skomakare), men också calza och calzino (strumpa, socka) och calzoni (byxor) med diminutiven calzoncini (korta byxor, kalsonger).

## Stilar
Kalsongernas storlek varierar, från de allra kortaste tanga- och stringkalsongerna designade för att täcka så lite hud som möjligt, över boxerkalsonger med korta ben, till knäbyxor och heltäckande långkalsonger.